# Robert de Lorris
 (mai 2009).
Si vous disposez d'ouvrages ou d'articles de référence ou si vous connaissez des sites web de qualité traitant du thème abordé ici, merci de compléter l'article en donnant les références utiles à sa vérifiabilité et en les liant à la section « Notes et références ».
Robert ou Jean de Lorris (mort v. 1380) était un chevalier français du XIVe siècle qui fut seigneur d’Ermenonville, de Pontarmé (aujourd'hui dans le canton de Senlis), de Beaurain (aujourd'hui Trumilly, près de Crépy-en-Valois), de Montépilloy, vicomte de Montreuil (dans l'actuel département du Pas-de-Calais) et seigneur de Berck, de Verton et de Torcy. Il fut chambellan du roi Jean II le Bon.

## Biographie
Robert de Lorris descend d'Eudes de Lorris auquel Louis IX, par lettres patentes de 1256, fit don de la maison de Courpalay, sous l’hommage de la Couronne, avec la faculté de chasser à l’oiseau, et aux petites bêtes, dans sa garenne de Lorris. Cette donation fut confirmée par Charles IV le Bel en 1324. Il était également apparenté au poète Guillaume de Lorris (v. 1200-v. 1238), l'auteur du célèbre Roman de la rose, qu'il laissa inachevé et que Jean de Meung termina une quarantaine d'années plus tard. Ses aïeux tenaient leur patronyme de la ville de Lorris, dans le Gâtinais, qui relevait alors du duché d’Orléans (aujourd'hui dans le département du Loiret), et étaient des familiers des rois de France.
En 1343, Philippe de Valois offre à son fils Jean duc de Normandie la chatellenie de Torcy. Étant devenu roi sous le nom de Jean II de France, il offre cette terre à son chambellan Robert de Lorris en 1350.
Par son mariage avec Pernelle des Essarts, fille de Pierre des Essarts, il devient beau-frère d'Étienne Marcel, dont il se fit un ennemi mortel en restaurant la mémoire et la fortune de son beau-père, alors qu'Étienne Marcel avait renoncé à tout droit sur l'héritage. Anobli lors de la Jacquerie, il dut "renier gentilesse" et se retira de la Cour après le décès du roi Jean II le Bon pendant sa captivité à Londres en 1364.